# Schlosskirche Goschütz

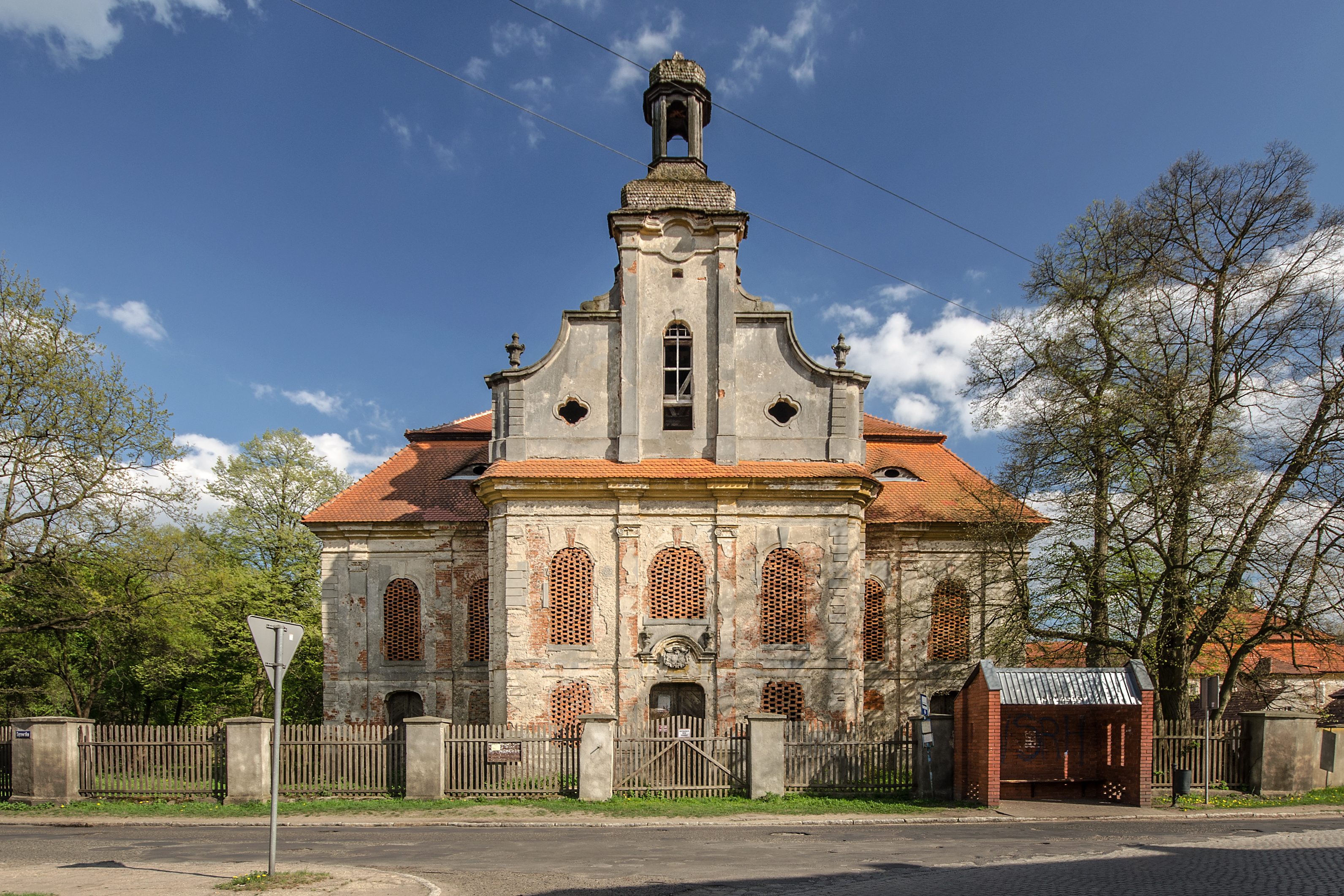
Schlosskirche Goschütz

Die Schlosskirche Goschütz (polnisch Kościół pałacowy w Goszczu) ist eine ehemalige evangelische Kirche im heute polnischen Goszcz (Goschütz).

## Geschichte
Um 1750 gab es in Goschütz eine kleine Hussitengemeinde, die ihren Gottesdienst auf Schloss Sakrau hielt. Sie löste sich aber auf, als der beabsichtigte Bau einer eigenen Kirche nicht zur Ausführung kam. Heinrich Leopold von Reichenbach (1705–1775) erhielt unter dem Datum Berlin, 6. November 1741 durch Friedrich II. die Erlaubnis zur Errichtung einer evangelischen Schlosskirche. Der erste lutherische Gottesdienst fand am 16. September 1742 in einem Saal des Schlosses statt, aber erst am 20. Oktober 1749 konnte die  Schlosskirche geweiht werden. Zu dieser Kirche gehörten die Gemeinden Goschütz, Goschützhammer, Goschütz-Neudorf, Domaslawitz, Drungawe, Bunkai, Dobrsetz, Charlottental, Amaliental, Lassisken, Wedelsdorf, Sakrau, Muschlitz, Groß-Gahle, Klein-Gahle, Althammer. Sie gehörte zum Kirchenkreis Groß-Wartenberg in der Kirchenprovinz Schlesien der Evangelischen Kirche in Preußen.
Die Kirche wurde vor 1939 renoviert, seit 1945 jedoch nicht mehr genutzt. Wertvolle Sarkophage wurden nach der polnischen Übernahme der Region geschändet und gestohlen. Derzeit wird die Kirche zum Zwecke einer neuen Nutzung restauriert.

## Lage
Die Kirche befindet sich im Ortszentrum am ehemaligen Marktplatz und war früher durch einen Verbindungsbau mit dem Schlosskomplex verbunden.

## Bauwerk
Der Bau steht im Geist des Barock mit einigen Anklängen des Rokoko und nimmt eine Zwischenstellung zwischen der österreichischen Tradition und der neuen preußisch-schlesischen Bautradition ein. Vor der Längsseite des Rechteckbaus steht ein dreiachsiger Eingangsbau, über dem sich der Glockenturm befindet. In den Rechteckgrundriss ist eine Pfeilerstellung mit vorgelagerten Pilastern eingefügt. Die Pilaster tragen eine ringsumlaufende ovale Empore, die mit Holzbalustrade versehen ist. In der Längsachse stoßen an den Hauptraum zwei rechteckige Anbauten an, die einerseits den Altar und andererseits die Orgel beherbergen. In der Kirche befindet sich auch die Familiengruft der Reichenbach.